# Weilheim (Monheim)
Weilheim ist ein Gemeindeteil der Stadt Monheim im Landkreis Donau-Ries (Regierungsbezirk Schwaben, Bayern). Zur Gemarkung gehört neben dem Dorf Weilheim (274 Einwohner) noch Rothenberg mit 24 Einwohnern.

## Geographie
Das Pfarrdorf liegt circa 5 km nordwestlich von Monheim auf der Monheimer Alb, am nördlichsten Ende des Landkreises Donau-Ries, im Westen von Bayern.

### Dialektgrenzen
Weilheim und Rothenberg zählen zu den Grenzorten des alemannischen Dialektraums. Weilheim bildet die Grenze vom Schwäbischen zum Ostfränkischen hin, Rothenberg vom Schwäbischen zum Bairischen. Der Hauptort Monheim selbst zählt bereits zum bairischen Dialektgebiet.

### Verkehr
Weilheim liegt an der Bahnstrecke Donauwörth–Treuchtlingen, die im Westen vorbeiführt. Einen Kilometer südlich befindet sich der Bahnhof Otting-Weilheim. Die Kreisstraße DON 2 durchquert den Ort. Von dieser zweigt die DON 12 Richtung Wemding ab.

## Geschichte
Weilheim lag einst an einer Römerstraße. Im Hochmittelalter hatten die Grafen aus Graisbach den Ort in Besitz. 1283 wurde er ans Kloster Kaisheim gestiftet.
Am 1. Mai 1978 wurde die bis dahin selbständige Gemeinde in die Stadt Monheim eingegliedert.

## Politik
Ortssprecher ist Michael Schuster (gewählter Stadtrat, Monheimer Umlandliste); weiteres Stadtratsmitglied mit Wohnsitz Weilheim ist Gerhard Böswald (CSU).

## Baudenkmäler
- St. Luzia und Ottilia (Weilheim)